# Frank Schwabe

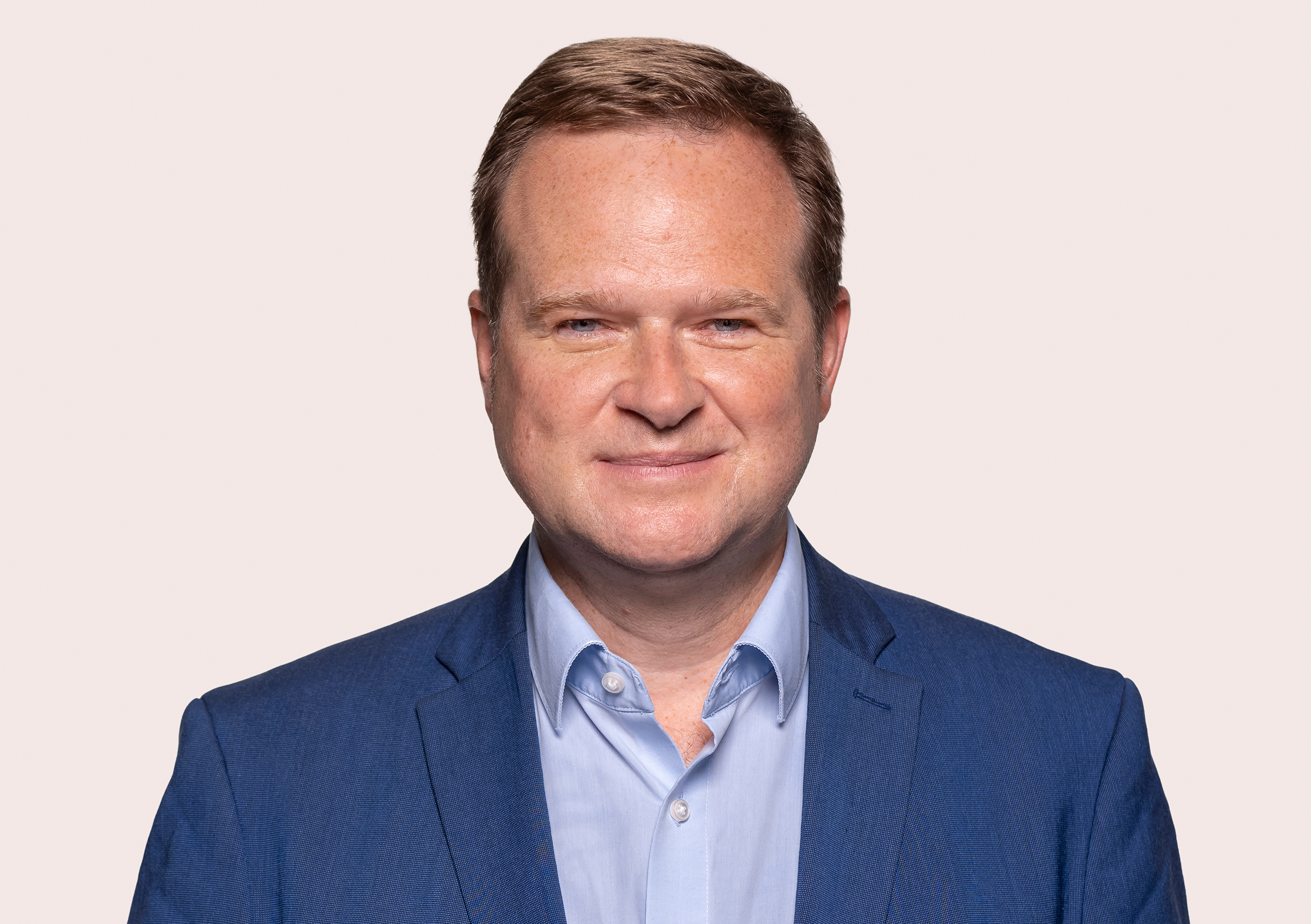
Frank Schwabe (2021)

Frank Schwabe (* 12. November 1970 in Waltrop) ist ein deutscher Politiker (SPD). Er ist seit 2005 Mitglied des Deutschen Bundestages und seit 2025 Parlamentarischer Staatssekretär bei der Bundesministerin der Justiz und für Verbraucherschutz. Von 2022 bis 2025 war er Beauftragter der Bundesregierung für Religions- und Weltanschauungsfreiheit.

## Leben und Beruf
Frank Schwabe wurde in Waltrop geboren und wuchs in Castrop-Rauxel auf. Nach dem Abitur 1990 am Ernst-Barlach-Gymnasium in Castrop-Rauxel leistete Schwabe seinen Wehrdienst in Pinneberg, Delmenhorst und Goch. Anschließend nahm er in Osnabrück ein Studium der Volkswirtschaftslehre auf, wechselte dann an die Universität Essen für ein Studium der Landespflege, Geschichte, Politikwissenschaft und Soziologie, ohne allerdings einen der Studiengänge abzuschließen. Ab 2000 war er zunächst Mitarbeiter im Büro eines Bundestagsabgeordneten und von 2003 bis 2004 bei einer Europaabgeordneten.
Schwabe und seine aus Nigeria stammende Ehefrau haben drei Kinder. Er ist evangelischer Konfession und lebt in Castrop-Rauxel.

## Partei
Schwabe trat 1991 in die SPD ein, war von 2002 bis 2010 Vorsitzender des SPD-Stadtverbandes Castrop-Rauxel und ist seit 2010 Vorsitzender des SPD-Kreisverbandes Recklinghausen. Von 2002 gehörte er bis zu dessen Auflösung dem Bundesparteirat der SPD an. Seitdem ist er Mitglied im Parteikonvent.
Frank Schwabe ist Mitglied der Parlamentarischen Linken und war Sprecher der SPD-„Denkfabrik“.

## Abgeordneter
Schwabe gehörte von 2004 bis 2005 dem Kreistag des Kreises Recklinghausen an und war von 2004 bis 2012 Ratsherr der Stadt Castrop-Rauxel.
Bei der Bundestagswahl 2005 zog Frank Schwabe als Nachfolger von Jochen Welt mit 55,7 % aller Erststimmen als direkt gewählter Abgeordneter des Wahlkreises Recklinghausen I (Recklinghausen, Castrop-Rauxel, Waltrop) in den Bundestag ein.
Im 19. Deutschen Bundestag ist Schwabe ordentliches Mitglied im Ausschuss für Menschenrechte und humanitäre Hilfe und Ausschuss für Umwelt, Naturschutz, Bau und Reaktorsicherheit, sowie stellvertretendes Mitglied im Auswärtigen Ausschuss.
Schwabe ist Fraktionssprecher für Menschenrechte und Humanitäre Hilfe. Als Berichterstatter für Meeresschutz und ehemaliger Berichterstatter für Klimaschutz der SPD-Bundestagsfraktion ist er im Rahmen seiner Ausschusstätigkeit u. a. für eine politisch wirksame Umsetzung von Maßnahmen gegen den Klimawandel zuständig. Er ist Mitglied der Parlamentarischen Versammlung des Europarats, seit Beginn der 19. Wahlperiode des Deutschen Bundestages Leiter der deutschen Delegation und außerdem Fraktionsvorsitzender der Fraktion der Sozialdemokraten, Demokraten und Grünen (SOC). Seine Schwerpunkte sind u. a. die Bekämpfung der Korruption und die Menschenrechtslage im Nordkaukasus. Er setzte sich unter anderem mit der Aserbaidschan-Affäre, in deren Zusammenhang Korruptionsvorwürfen gegen mehrere Politiker der Union geäußert wurden, auseinander.
Im Januar 2013, als ein Resolutionsentwurf des SPD-Abgeordneten Christoph Strässer von einer Mehrheit in der Parlamentarischen Versammlung des Europarats abgelehnt wurde, war Frank Schwabe hier noch neu. Die Jubelszenen und die Verhöhnung Strässers durch den Leiter der aserbaidschanischen Delegation befremdeten Schwabe, der sich vornahm, gegen die Korruption im Europarat vorzugehen. In den folgenden Jahren stellte sich heraus, dass der Schutz des Əliyev-Regimes in Baku vor Kritik im Europarat ein Ergebnis der erfolgreichen „Kaviar-Diplomatie“ Aserbaidschans war, in deren Rahmen ein Netzwerk unter Führung des aus Baku finanzierten italienischen Abgeordneten Luca Volontè Strässers Arbeit stoppen konnte. Im Zuge der Aserbaidschan-Affäre setzte sich Schwabe auch mit Eduard Lintner (CSU), Karin Strenz und Axel Fischer (beide CDU) auseinander, denen ebenso vorgeworfen wird, Gelder aus Baku kassiert zu haben. Fischer wurde zudem einer der Nachfolger Volontès im Europarat. Schwabes Kritik richtete sich im März 2021 dagegen, dass die Unionsfraktion im Bundestag bis dahin keine Konsequenzen gegen ihre in die Aserbaidschan-Affäre verwickelten Abgeordneten getroffen hatte.
Im Januar 2019 war er mit vier weiteren Abgeordneten Gast auf einem Schiff von Sea Watch im Mittelmeer.
Bei der Bundestagswahl 2021 gewann Schwabe das Direktmandat im Wahlkreis Recklinghausen I mit 41,0 % und zog damit erneut in den Bundestag ein.
Am 5. Januar 2022 wurde er auf Vorschlag von Entwicklungsministerin Svenja Schulze zum Beauftragten der Bundesregierung für Religions- und Weltanschauungsfreiheit ernannt. Mit einer Konferenz am 21. November 2022 legte er einen Fokus auf Indigene und ihre Religionsfreiheit. Im Zuge der Bildung des Kabinetts Merz schied er aus diesem Amt aus und wurde am 6. Mai 2025 zum Parlamentarischen Staatssekretär bei der Bundesministerin der Justiz und für Verbraucherschutz, Stefanie Hubig (SPD), ernannt.
Im März 2024 widmete sich eine Folge der investigativen Doku-Reihe „#UnsereErde: Kampf um Rohstoffe – Am Abgrund“ der ARD Schwabes Einsatz für Menschenrechte und zur Korruptionsbekämpfung in Aserbaidschan. Des Weiteren diente Schwabe als Inspiration für den ARD-Spielfilm „Am Abgrund“.

## Ehrenamtliches und soziales Engagement
Frank Schwabe engagiert sich in zahlreichen lokalen und überregionalen Initiativen, beispielsweise beim deutsch-griechisch-türkischen Städtepartnerschaftsverein seiner Wahlkreisstadt Castrop-Rauxel mit Trikala und Zonguldak, beim Bund für Umwelt und Naturschutz Deutschland, der Arbeiterwohlfahrt und bei der IG Bergbau, Chemie, Energie.

## Wikipedia
Schwabes Wikipedia-Artikel wurde öfter geändert, und dabei wurde der Hinweis entfernt, dass er in keinem seiner Studienfächer einen Abschluss gemacht hat. Nach einer Recherche der Frankfurter Allgemeinen Sonntagszeitung gab Schwabe dann zu, dass sich sein Büro um die Tilgung „kümmerte“.